# Elda
Elda és una ciutat del País Valencià situada a la vora del Vinalopó, a la comarca del Vinalopó Mitjà de la qual és capital administrativa. Té una població de 52.620 habitants (2017), si bé la conurbació metropolitana formada amb Petrer té una població de 88.164 habitants.
La ciutat viu fonamentalment de la indústria del calcer i dels serveis com a cap de comarca. Del 1983 ençà es duen a terme treballs de reconstrucció de la fortalesa, i l'any 2004 es commemorà el centenari de l'atorgament de carta de ciutat.

## Geografia

Terme municipal d'Elda, destacant els principals accidents geogràfics

Elda està situada a la comarca del Vinalopó Mitjà, al nord-oest de la província d'Alacant. És a 390 m d'altitud sobre el nivell del mar i dista aproximadament 40 km d'Alacant. Elda constituïx un dels nuclis urbans més importants no sols de la província d'Alacant, sinó de tot el territori valencià. La ciutat és a les profunditats de la vall del riu Vinalopó i és travessada per aquest.
El relleu circumdant és eminentment muntanyenc, i forma una espècie de conca o circ; les serres més importants de la zona són la del Sit, el Cavall i el Maigmó a l'est. En la zona nord nord-oest, hi ha una successió de cadenes muntanyenques, La Torreta, El Monastil, i les dues muntanyes de més importància que hi ha al terme: Bolón i Camara. Al sud hi ha el massís de Bateig, mentre que a l'oest, s'expandix la plana cap a Monòver, i les muntanyes ja són dintre del seu municipi.
La Torreta és una serra de baixa altura que tanca el nucli urbà pel nord, però a contrari del que comunament es creu, no marca el límit municipal amb Saix. Es diu així perquè en aquesta forest hi havia una torre de sentinella amb restes àrabs la base de les quals és d'origen romà. La inseguretat del camí que comunicava Saix amb Elda (el Camí de Castella), i el caràcter solitari del paratge, on solien apostar-se almogàvers granadins, que pretenien capturar als vianants i les seues mercaderies i traslladar-los a Granada, van fer que tot just es transités per aquest lloc.
L'activitat sísmica en la zona és notable donada la proximitat del límit de la placa tectònica eurasiàtica i la seua fricció amb l'africana (vegeu "tectònica de plaques"), encara que són contades les ocasions en què aquesta activitat sísmica és percebuda pels humans.
El clima és típicament mediterrani: sec, d'hiverns curts i suaus, estius tranquils, i escassesa de pluges en general. No obstant això, de vegades a la primavera, però especialment a la tardor, es produïx el fenomen de l'anomenada "gota freda" i les precipitacions es multipliquen de forma espectacular, el que pot arribar a propiciar pujades sobtades en el nivell dels rius i causar greus inundacions. L'exemple de gota freda recent que més va afectar la ciutat va ser el d'octubre de 1982, encara que en anys posteriors, com 1997 i 1999, les inundacions també van ser importants i causaren seriosos desperfectes en infraestructures i pèrdues en l'agricultura de la comarca.

### Localitats limítrofes
|                         | Nord: Saix   |             |
| Oest: Monòver i Salines | Elda         | Est: Petrer |
|                         | Sud: Novelda |             |

## Etimologia
En l'època imperial romana, en l'Itinerari d'Antoní es fa referència a una desviació de la Via Augusta entre Ad Turres i Aspis amb el nom de ad Ello, una població el topònim de la qual podria ser Ellum, fent referència probablement al poblat d'El Monastil. Durant l'època romana va ser denominada Elo. Durant els 610-675, en l'època visigoda, existixen referències d'una seu episcopal elotana, formada pel topònim elo- (reducció fonètica del llatí Ello) i l'afix -tana. En les Dècades d'Escolano de 1611 apareixen les formes Idella i Dadlo, la primera relacionada amb els musulmans, derivada de la segona. Un altre document, el Manual Geogràfic de P. Orozco Sánchez, de 1878, esmenta Idella com un topònim ibèric de què deriva la forma Daellos. Durant l'època medieval es van produir molts errors de transcripció, que l'anomenaven Eloe i Edelle, mentre altres documents adopten Ella, en castellà, i Etla, en català. A partir del segle xv queda fixada la forma Elda.

## Història

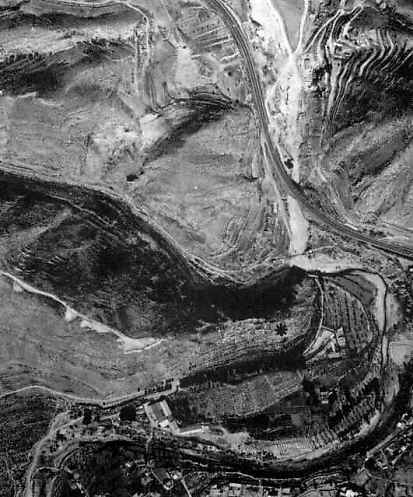
Imatge aèria amb la ubicació del poblat íbero-romà del Monastil

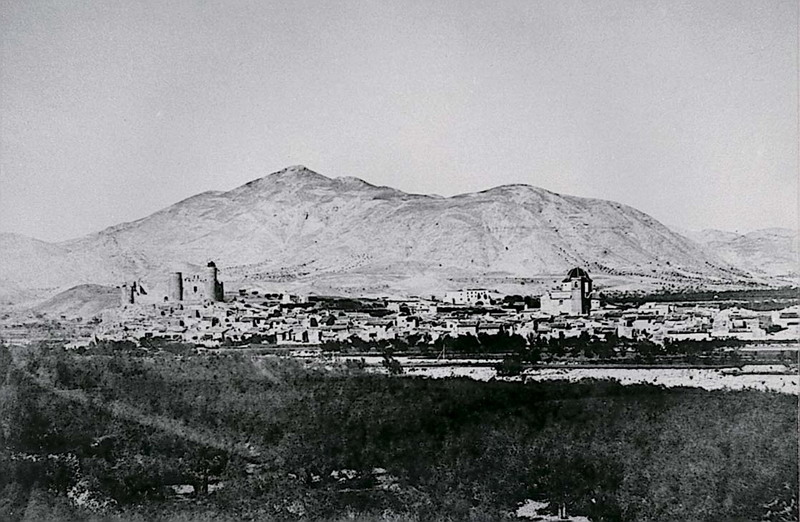
Panoràmica presa per Jacques Laurent en 1858. S'aprecia el Castell d'Elda i l'església de Santa Ana

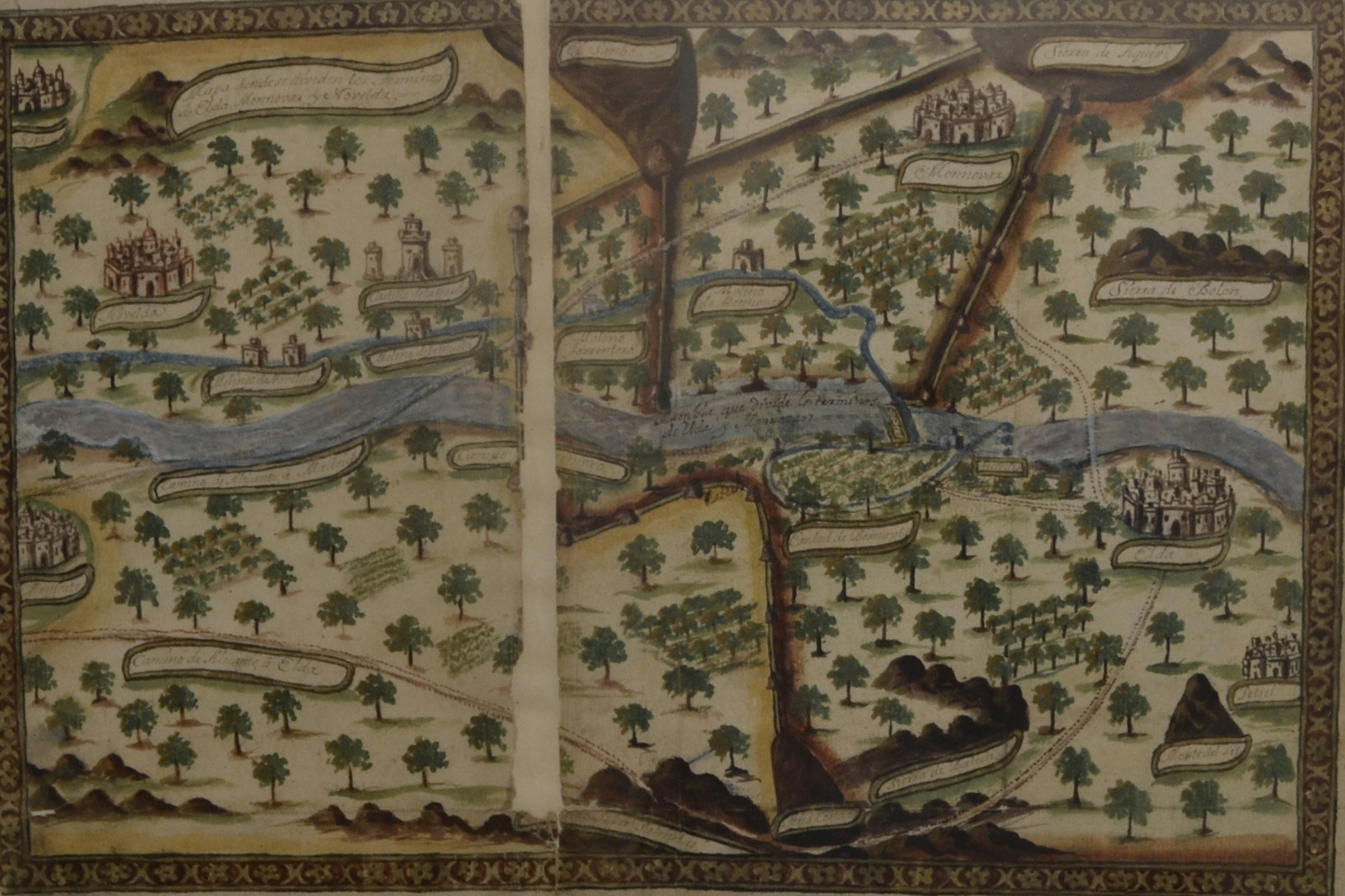
Mapa de la partició de termes entre Elda, Novelda i Monòver (1719)

Els primers indicis d'assentament humà en l'antiga Idella es remunten al Neolític i s'han trobat al paratge del Xop; d'èpoques posteriors s'han trobat pintures rupestres al barranc del Gavilà, les úniques al Vinalopó; un soterrament a la serra de la Torreta; poblats i jaciments del Bronze arreu del terme; els fenicis passaren pels Alts de Camara i el Monastil; també al Monastil I a més en la serra del Bolon i el paratge del Chorrillo deixaren empremta els ibers; els romans la denominaren Ello, encetaren els cultius organitzats i el comerç i fundaren el nucli de l'actual població; cap al 590 dC es va instaurar un episcopat visigot que hi ha restes d'una basílica al Monastil, diòcesi documentada com a ecclesia Elotana.
A partir del segle viii comença la islamització, que culmina el XII amb la construcció del castell; en aquella època formava part de la cora de Tudmir. L'any 1243 passa, mitjançant el tractat d'Almizra, a Formar part del Regne de Castella; un any després Ferran III de Castella donà el castell i la població, ara anomenada El·la o Etla a Guillem, l'Alemany. En 1257 Alfons X el Savi el cedix a son germà Manel; aquest, al seu fill Joan Manel, senyor de Villena; aquest, a sa germana, Violant; en 1265, el 1264 Jaume I recupera la vila per a Alfons X, que li havia demanat ajuda davant una sublevació sarraïna; el 1296 durant la guerra entre Aragó i Castella, l'infant Alfons de la Cerda cedí el Regne de Múrcia a Jaume II el Just, la qual cosa va obligar a rectificar els límits territorials de la frontera sud, mitjançant arbitratge. L'any 1305 Ferran IV de Castella i Jaume II el Just signaren un acord a la Sentència Arbitral de Torrelles per la qual es ratificaren els acords assolits mitjançant l'arbitratge del 1296, que deixava Elda definitivament a la Corona d'Aragó i inclosa dins el Regne de València des d'aleshores. Malgrat tot i en atenció l'amistat que unia el rei aragonés i el rais de Crevillent, Muhammad ben Hudayr, als moros que hi romangueren se'ls va concedir el privilegi de parlar la seua llengua i practicar el seu culte encara que al produir-se l'expulsió dels moriscos, i repoblar-se de nou, adoptà la parla castellano-murciana dels nous pobladors.
Durant el segle xiv els propietaris de la vall d'Elda van ser la Corona, fins a 1336 en què Pere II el Cerimoniós va cedir castell i vila a Bertran Duguesdin; en 1383 retorna a la monarquia; en 1424 Alfons IV va vendre Elda al noble valencià Ximén Pérez de Corella, comte de Cocentaina, el descendents del qual ostentaren el senyoriu fins al 4 de setembre de 1513, en què, per necessitats econòmiques alienaren el lloc a favor del noble, d'origen jueu, Joan Coloma i Fernàndez, descendent de l'antiga noblesa catalano-provençal dels Folch de Cardona; el títol senyorial de comte d'Elda —el qual comtat incloïa Petrer i Salines — fou concedit per Felip II, l'any 1577, a Joan Coloma i de Cardona, fill de l'anterior; l'expulsió dels moriscos obligà a exiliar-se a 2.000 eldencs àrabs que deixaren la vila amb 600 cristians vells; davant aquesta situació el comte va atorgar carta pobla amb unes condicions duríssimes que feren que la recuperació demogràfica fos molt lenta; en 1698 es va substituir la presa per una gran pantà.
Durant la guerra de Successió el comte va donar suport a l'arxiduc Carles, qui va atorgar-li la grandesa d'Espanya, mentrimentre els nobles es decantaven pel borbó; finalment el tron va ser assolit per Felip d'Anjou, el qual despullarà el comte dels seus béns i possessions; el títol passarà a la família Arias-Dàvila, després als comtes de Cervelló i, per acabar als Falcó, ducs de Fernan-Núñez; al llarg dels segles xviii i xix s'hi coneix una etapa de prosperitat a la que ajuda el pas del camí reial de Madrid a Alacant i posteriorment del ferrocarril; en 1904 va obtenir el títol de ciutat.

## Demografia
La història demogràfica més antiga de la vila d'Elda és difícil d'establir amb absoluta certesa, atès que els censos amb els quals s'ha elaborat pels historiadors al llarg del temps s'han basat en els contribuents a la Corona. Se sap que la comunitat cristiana va arribar a poblar-la en el segle xiii amb no més de 130 persones que es van assentar lluny de la població musulmana, a la que avui es coneix com a ermita de Sant Antón, sent el nombre de residents no cristians cinc vegades superior.
La població va sofrir dràstiques pèrdues a mitjan segle xiv a conseqüència de la pesta que va assolar les terres en 1348 i de la guerra dels dos Peres, de singular impacte en una zona fronterera com l'eldenca. A principis del segle xvi es va incrementar la població, malgrat la disminució de les famílies jueves a conseqüència de la seua expulsió (uns 30 membres). Al llarg d'aquest segle la població morisca representava entre el 75 i el 90 per 100 del total de la vila, que va arribar als 2250 veïns en 1595. Amb l'expulsió dels moriscs el 4 d'agost de 1609, Elda va perdre el 83% de població (uns 1750 veïns), quedant únicament uns 480 habitants. Malgrat que entre les excuses per a l'expulsió es va argumentar que els moriscs ocupaven les millors terres i el creixement de població al nord obligava a buscar espai per a la repoblació cristiana, en 1663, 54 anys després, la vila només tenia 972 habitants i la procedència dels repobladors rares vegades distava més enllà de 50 quilòmetres. Caldrà esperar a l'explosió demogràfica del segle xviii perquè en 1730 la vila torni a tenir una població similar a la de 121 anys abans.
No obstant això, el segle xix, de gran prosperitat i desenvolupament demogràfic en tot Espanya, no va ser especialment singular a Elda. D'uns 4.000 habitants, es va passar 100 anys més tard a 4.900: onades de fam, retard en la incorporació a la societat industrial, crisi de subsistències i penosos períodes de malalties, com la còlera de 1885 que va arribar a minvar la població en un 9 per 100, van impedir un creixement més significatiu.

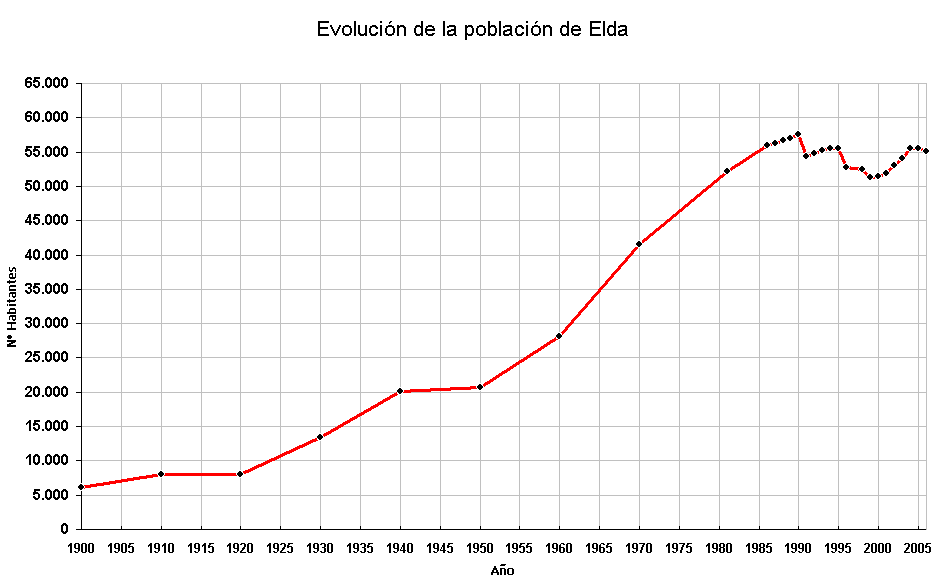
Evolució de la població d'Elda des de 1900

Elda tenia 6.131 habitants en 1900 i el 1940 havia crescut fins als 20.050. Va continuar fins als 41.511 en 1970 i 52.185 en 1981. El ràpid desenvolupament de la indústria del calcer va provocar un creixement demogràfic tremend. L'augment es va deure al corrent migratori atret per la demanda de mà d'obra de les noves fàbriques que s'anaven creant.
L'atracció d'immigrants per la fabricació de calcer va afavorir un constant creixement demogràfic, que es va veure reflectit en l'aparició d'eixamples urbans: en 1898, La Prosperitat; en 1916, El Progrés; en 1922, La Fraternitat; en 1926, La Ciutat El Verger; en 1958, Les Tres-centes i Sant Francesc de Sales. En la dècada dels anys 60 l'expansió urbana va arribar fins al límit del terme municipal amb la veïna Petrer, sorgint la conurbació Elda-Petrer.
El ràpid creixement urbà va culminar amb la construcció d'edificis alts durant els anys 60 i 70 que, juntament l'alt nombre de carrers estrets i escassesa d'espais verds i enjardinats dibuixen un paisatge urbà anàrquic, moltes vegades inspirat per l'excessiva especulació del sòl.
La majoria dels immigrants procedien de Castella-la Manxa i Múrcia. Per això, si bé fins al segle xviii el valencià era la llengua majoritària al municipi, a poc a poc es va perdre (més acceleradament després de la batalla d'Almansa) i avui dia Elda forma part d'un illot lingüístic castellà enmig de la vall, car les seues veïnes Petrer, Monòver i Novelda són valencianoparlants. Malgrat tot, segons recents estudis, està augmentant el nivell de coneixement del valencià per part dels eldencs.
Des dels anys 1980 Elda viu un estancament demogràfic a causa de la crisi industrial del calcer i al trasllat a la veïna Petrer de part de la seua població degut, entre altres causes, que l'habitatge és més econòmic i hi ha una major superfície edificable, especialment en la zona de la Frontera.
No obstant això, en els últims anys ha tornat a recuperar-se gràcies a la immigració i ha passat de 51.501 en 2000 als 55.289 en 2007. La principal, i gairebé única zona de creixement urbanístic de la ciutat és a l'oest, en la denominada Avinguda de Ronda, on se succeïxen grans edificis.
Un informe elaborat per la Fundació La Caixa l'any 2000, qualificava com la ciutat més jove de tot l'estat. Així, el 40% de la població tenia menys de 15 anys i l'edat mitjana en el cens era de tan sols 27 anys, sent l'única ciutat de tot l'Estat amb més de 50.000 habitants que aconseguia aquests resultats. No obstant això, informes posteriors de la mateixa fundació, assenyalaven que en 2001 la mitjana d'edat era de 39,1 anys i de 39 en 2002. Petrer, per la seua banda, registrava 35,8 i 36 anys mitjana en els informes de 2001 i 2002 respectivament.

### Piràmide poblacional
Piràmide poblacional d'Elda a 20 de juliol de 2006

## Economia

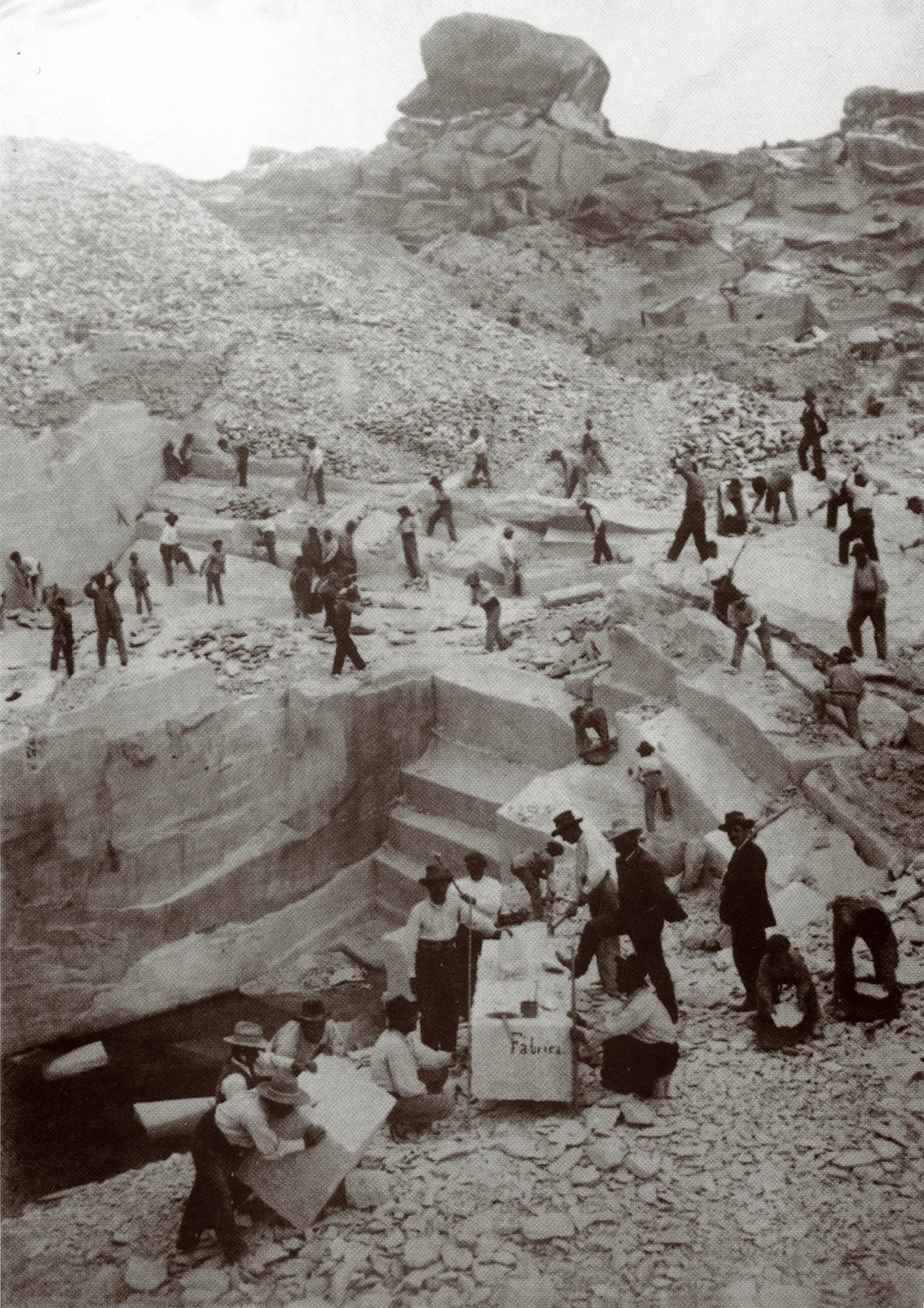
Treball en les pedreres de Bateig (1905)

La ciutat d'Elda va ser el motor de l'activitat industrial del calcer en la vall. Des de temps enrere existia una artesania dedicada a la manufactura de l'espart, una planta que abundava molt en la zona. No obstant això, l'activitat va anar decaient a causa de la desaparició de la planta, provocant l'emigració.
A mitjan segle xix, va començar a sorgir una nova indústria dedicada a la fabricació de calcer de pell. Al principi es tractava de modests artesans que fabricaven les sabates i les venien per les fires dels pobles. A la fi del segle xix es va iniciar una transformació, apareixent les primeres fàbriques amb maquinària moguda per animals. A principis del xx, la producció de sabates ocupava el tercer lloc en la producció provincial, darrere els tèxtils i el vi.
El primer quart del segle xx va conèixer un fort desenvolupament, però la dècada dels quaranta va suposar una profunda depressió que va obligar a una reestructuració de les indústries del calcer. La indústria es va atomitzar i va tornar als seus inicis artesanals. Van aparèixer molts petits tallers artesans que adquirien les diferents peces de la sabata (talons, soles, etc.) en altres tallers especialitzats tan sols en aquesta producció i proporcionaven treball a domicili, sobretot a les dones que, amb una màquina de cosir a casa, resolien l'aparat. Això va suposar el naixement del que avui es coneix com a economia submergida, encara vigent i pilar en el qual s'ha basat la indústria d'Elda durant molts anys.

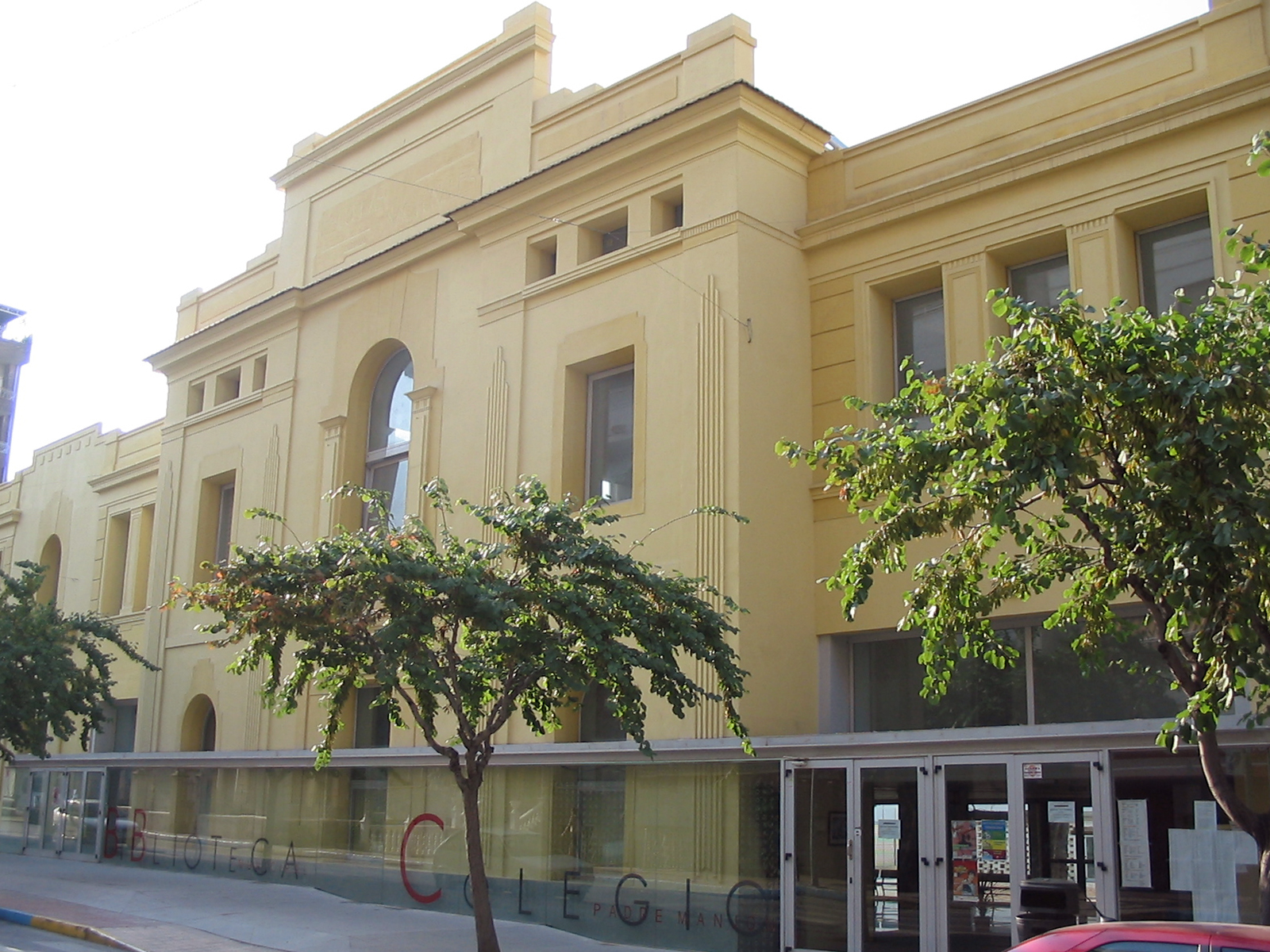
El col·legi Pare Manjón, antiga seu de la FICIA

La creació en 1960 de la FICIA (Fira Internacional del Calcer i Indústries Afins) va suposar l'empenta definitiva. Van tornar de nou les grans fàbriques i es va racionalitzar la fabricació i exportació de calcer, que es va convertir en una bona font de guanys. La construcció d'un gran palau ferial, la creació del CEPEX (Centre Promotor d'Exportacions) i l'INESCOP (Institut Espanyol del Calcer i Connexes) van consolidar Elda com una important cabdal sabatera.
L'elevat grau d'especialització de l'economia d'Elda la fa molt vulnerable en funció de les variacions del sector. Per exemple, la cotització de les divises, principalment el dòlar, per ésser Estats Units un dels més forts compradors, influïx notablement en el desenvolupament i evolució d'aquesta indústria. En els últims anys el sector ha entrat en crisi, en part a causa de la competència asiàtica. La dependència del calcer és gairebé total, atès que la major part dels treballadors estan emprats en aquesta indústria o en productes auxiliars del calcer, encara que comencen a aflorar indústries alternatives en els seus polígons industrials, amb bones comunicacions cap a l'autovia.

## Política i govern

### Composició de la Corporació Municipal
El Ple de l'Ajuntament està format per 25 regidors. En les eleccions municipals de 26 de maig de 2019 foren elegits 13 regidors del Partit Socialista del País Valencià (PSPV-PSOE), 5 del Partit Popular (PP), 5 de Ciutadans - Partit de la Ciutadania (Cs), 1 de Vox i 1 d'Esquerra Unida-Seguimos Adelante (EUPV).
| Eleccions municipals de 28 de maig de 2023 - Elda                                                                                |                                                      |                                     |                                     |         |         |          |
| Candidatura | Candidatura                                          | Candidatura                         | Cap de llista                       | Vots    | Vots    | Regidors |
| | Partit Socialista del País Valencià-PSOE             |                                     | Rubén Alfaro Bernabé                | 11.296  | 45,21%  | 12 (-1)  |
| | Partit Popular                                       |                                     | Francisco Sánchez Martínez          | 7.966   | 31,88%  | 9 (+4)   |
| | Vox                                                  |                                     | Francisca Vicente Cremades          | 2.461   | 9,85%   | 2 (+1)   |
| | Elda para Todas-Unidas por Elda: Acord per a Guanyar |                                     | Iñaki Pérez Rico                    | 1.823   | 7,30%   | 2 (+1)   |
| | Altres candidatures                                  |                                     |                                     | 1.442   | 5,77%   | 0 ( -5)  |
| | Vots en blanc                                        |                                     |                                     | 411     | 1,6%    |          |
| Total vots vàlids i regidors | Total vots vàlids i regidors                         | Total vots vàlids i regidors        | Total vots vàlids i regidors        | 25.399  | 100 %   | 25       |
| | Vots nuls                                            | Vots nuls                           | Vots nuls                           | 320     |         |          |
| Participació (vots vàlids més nuls)                                                                                              | Participació (vots vàlids més nuls)                  | Participació (vots vàlids més nuls) | Participació (vots vàlids més nuls) | 25.719  | 62,4%** |          |
| Abstenció | Abstenció                                            | Abstenció                           | Abstenció                           | 15.527* | 37,6%** |          |
| Total cens electoral | Total cens electoral                                 | Total cens electoral                | Total cens electoral                | 41.246* | 100 %** |          |
| Alcalde: Rubén Alfaro Bernabé (PSPV) (17/06/2023) Per majoria absoluta dels vots dels regidors (PSPV (12) i Elda Para Todas (2)) |                                                      |                                     |                                     |         |         |          |
| Fonts: (* No són vots sinó electors. ** Percentatge respecte del cens electoral.)                                                |                                                      |                                     |                                     |         |         |          |

### Alcaldes
Des de 2015 l'alcalde d'Elda és Rubén Alfaro Bernabé de PSPV-PSOE.
| Període                       | Alcalde o alcaldessa                           | Partit polític | Data de possessió     | Observacions                     |
| ----------------------------- | ---------------------------------------------- | -------------- | --------------------- | -------------------------------- |
| 1979–1983                     | Roberto García Blanes                          | PSPV-PSOE      | 19/04/1979            | --                               |
| 1983–1987                     | Roberto García Blanes                          | PSPV-PSOE      | 28/05/1983            | --                               |
| 1987–1991                     | Roberto García Blanes                          | PSPV-PSOE      | 30/06/1987            | --                               |
| 1991–1995                     | Roberto García Blanes                          | PSPV-PSOE      | 15/06/1991            | --                               |
| 1995–1999                     | Camilo Valor Gómez Juan Pascual Azorín Soriano | PP PSPV-PSOE   | 17/06/1995 05/06/1996 | Moció de censura PSPV+EUPV-EV -- |
| 1999–2003                     | Juan Pascual Azorín Soriano                    | PSPV-PSOE      | 03/07/1999            | --                               |
| 2003–2007                     | Juan Pascual Azorín Soriano                    | PSPV-PSOE      | 14/06/2003            | --                               |
| 2007–2011                     | Adela Pedrosa Roldán                           | PP             | 16/06/2007            | --                               |
| 2011–2015                     | Adela Pedrosa Roldán                           | PP             | 11/06/2011            | --                               |
| 2015–2019                     | Rubén Alfaro Bernabé                           | PSPV-PSOE      | 13/06/2015            | --                               |
| 2019-2023                     | Rubén Alfaro Bernabé                           | PSPV-PSOE      | 15/06/2019            | --                               |
| Des de 2023                   | Rubén Alfaro Bernabé                           | PSPV-PSOE      | 17/06/2023            | --                               |
| Fonts: Generalitat Valenciana |                                                |                |                       |                                  |

## Edificis d'interès
Quant al patrimoni esmentarem:
- Museu del Calcer.
- Museu Etnològic.

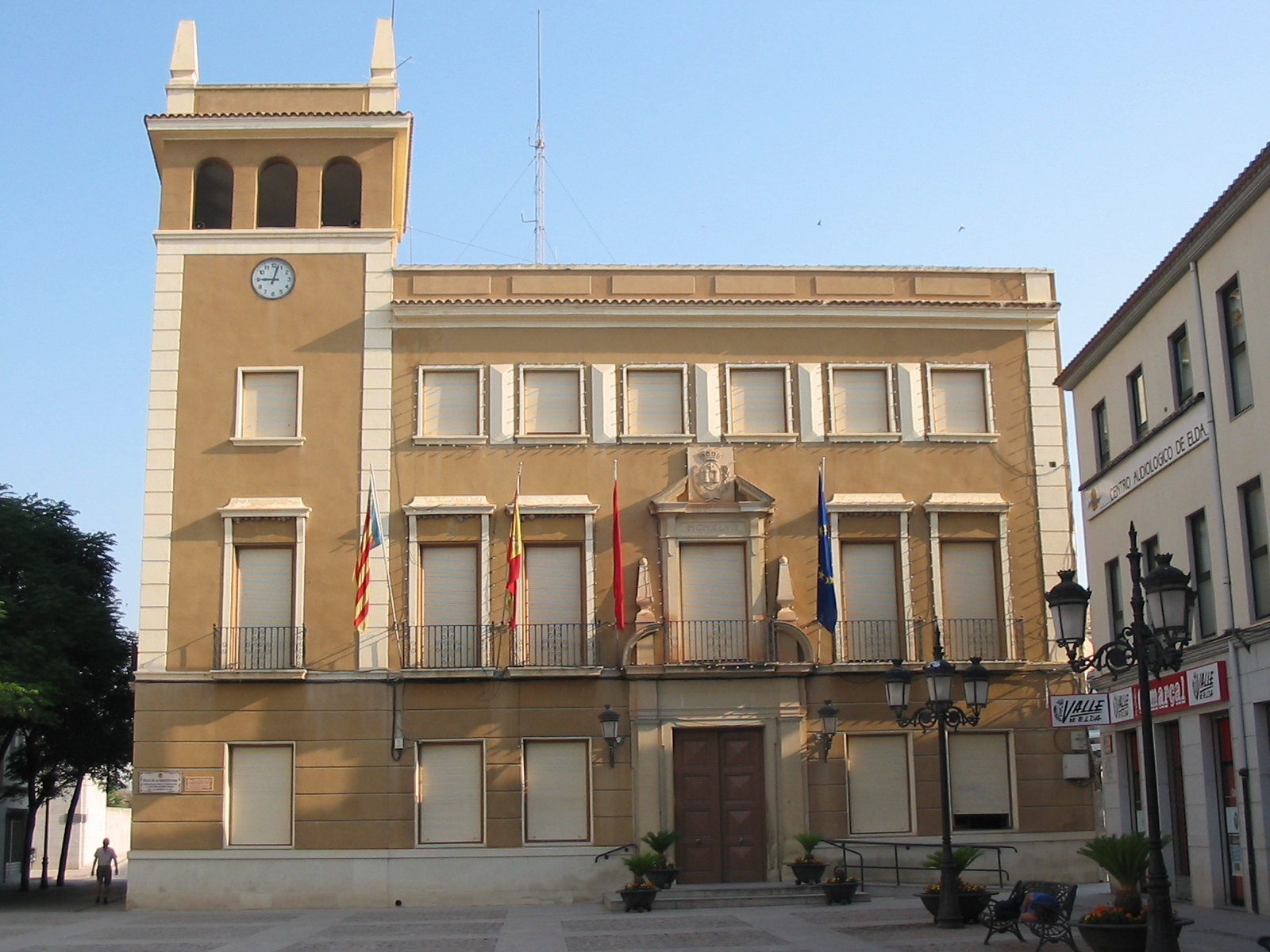
Elda, Plaça de l'Ajuntament

- Museu Arqueològic Municipal. Conserva la Sirena d'El Monastil, important peça ibera.
- Jaciment Ibero-Romà de Monastil.
- Castell d'Elda.
- Església parroquial de Santa Anna.
- Casa Gran del Jardí de la Música.
- Torreta d'Elda

## Festes

### Moros i cristians

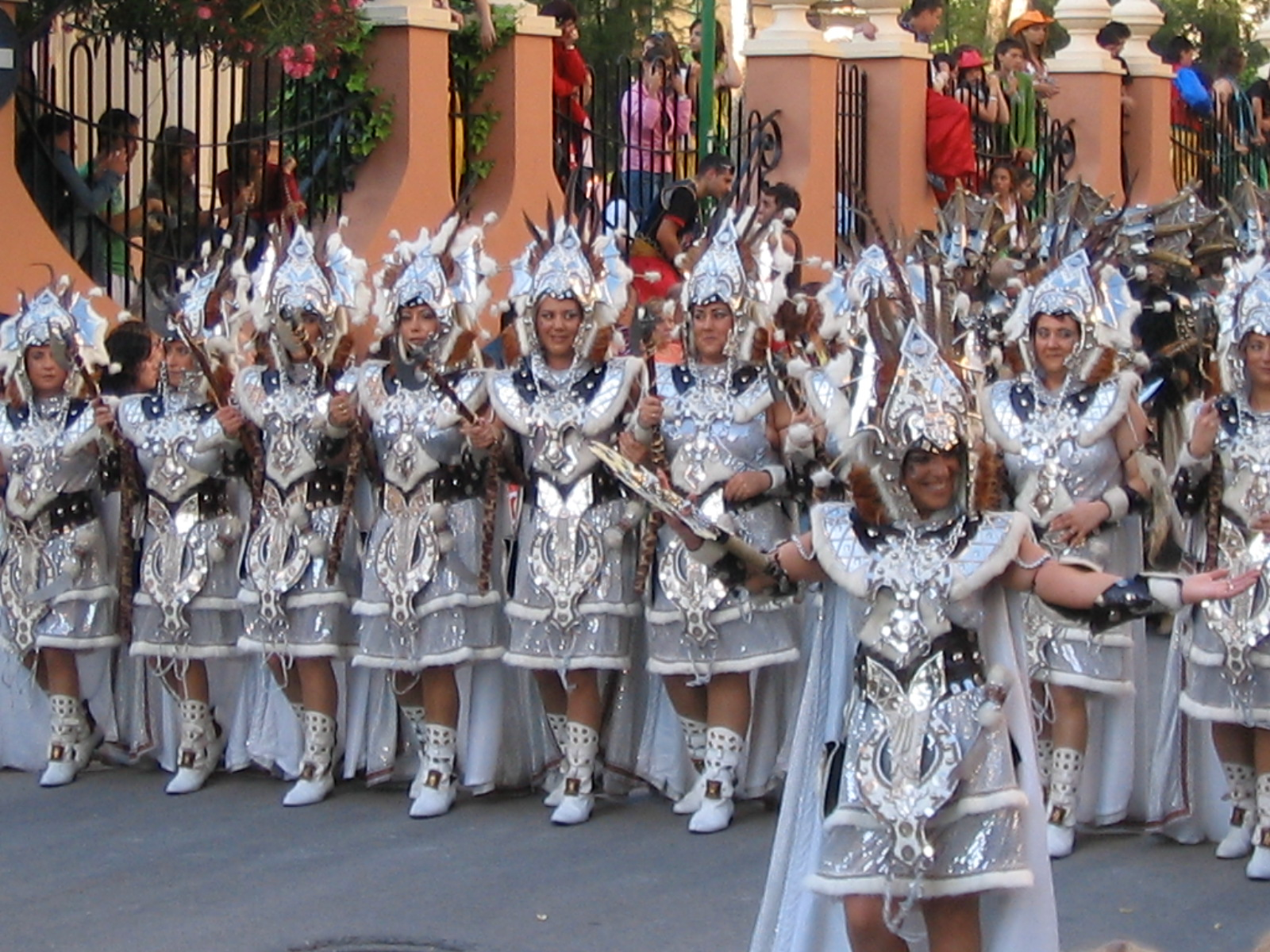
Esquadra de la comparsa de cristians. Any 2006.

Les festes de Moros i Cristians se celebren en honor de Sant Antoni de Pàdua el primer cap de setmana de juny. En l'origen de les festes se celebraven a mitjan gener, coincidint amb la festivitat del sant, però en 1946 es va optar per retardar-les sis mesos amb la finalitat que no perderen lluïment amb les baixes temperatures. Així al gener se celebra la mitja festa, a la qual desfilen les esquadres premiades en cada comparsa. Existixen quatre comparses en el bàndol moro: hosts del Cadí, marroquines, musulmans i realistes; i cinc en el bàndol cristià: contrabandistes, cristians, estudiants, pirates i zíngars. El bàndol cristià és l'encarregat d'encapçalar la desfilada del dissabte, anomenat entrada cristiana, i el bàndol moro encapçala l'entrada mora del diumenge. Les Entrades o Desfilades, Desfilada infantil i la Processó són els actes més rellevants i amb més solera dels organitzats per la Junta Central de Comparses. Les Entrades arriben a sobrepassar les cinc hores de marxa i discorren pels carrers eldencs. Després d'elles i fins a les primeres hores del següent dia, desenes de bandes de música tanquen i obren cada jornada festiva sense solució de continuïtat. Els festers es reunixen en els anomenats cuartelillos, que són locals distribuïts per la ciutat on les comparses i esquadres solen realitzar l'esmorzar i els sopars durant els dies de festa.

### Festes majors

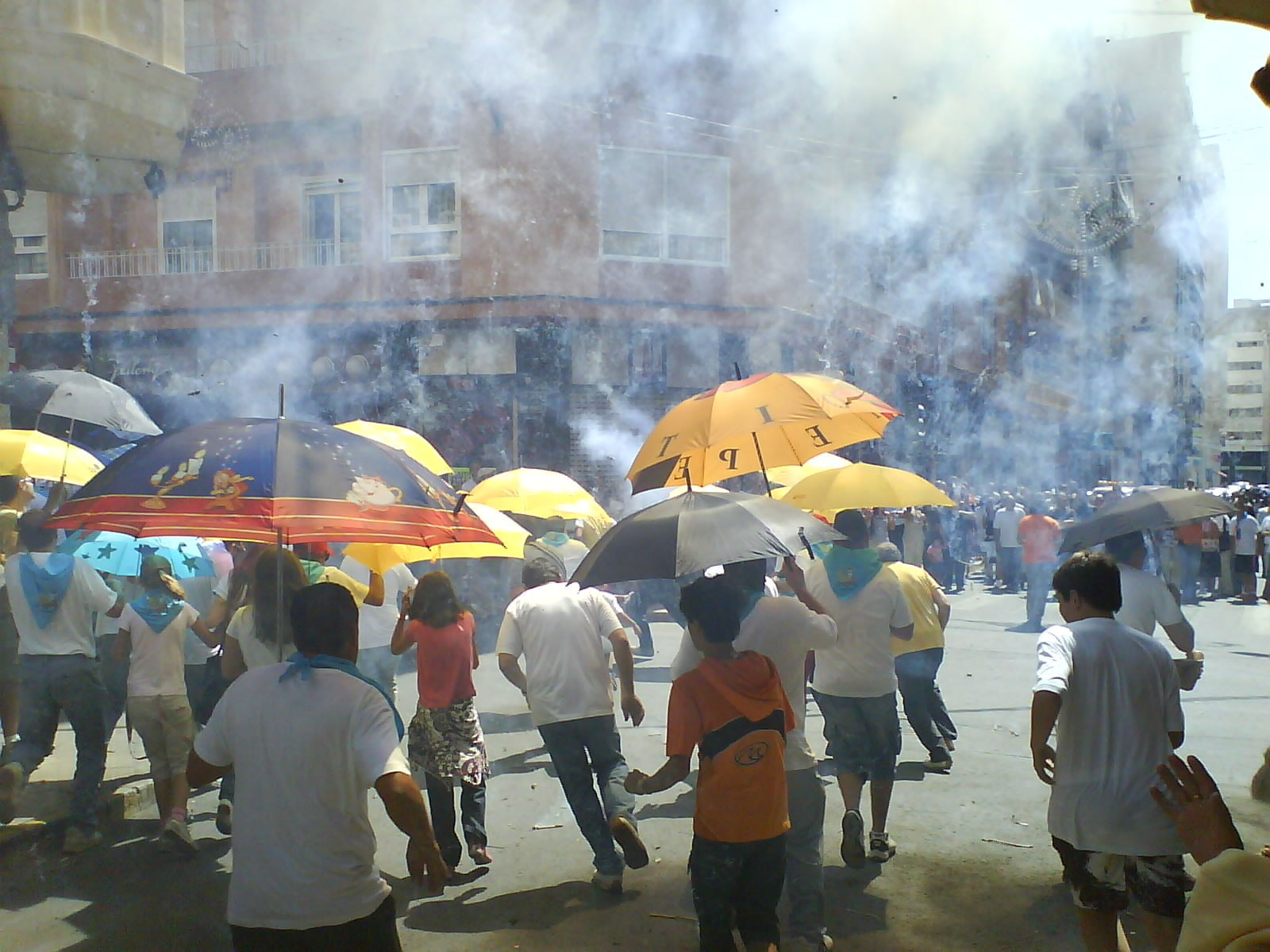
Acte de córrer la traca

Durant els dies 7, 8 i 9 de setembre se celebren les Festes majors en honor dels Sants Patrons, la Verge de la Salut i el Crist del Bon Succés amb la tradicional alborada i diversos actes cívics-religiosos: processons, concursos, revetlles, actuacions musicals... Cap destacar com actes religiosos principals, la Gran Salvi cantada amb cor i orquestra el dia 7 de setembre; els dies 8 i 9 de setembre les dues Misses Majors, també acompanyades d'orquestra i cor i les participatives processons que recorren els principals carrers de la ciutat.

### Falles
Les falles d'Elda daten de l'any 1954 i des de llavors se celebren ininterrompudament. Les dates de celebració són de dijous a diumenge de la segona setmana de setembre. La Festa s'inicia el primer dissabte de setembre amb l'acte d'exaltació de la Fallera Major i Fallera Major Infantil d'Elda, màximes representants de la festa. L'endemà es procedix al trasllat en romiatge i des de l'ermita de Sant Crispín i fins a la parròquia de la Immaculada, dels Sants Patrons Sant Crispín i Sant Crispiniano, acompanyats per tots els festers i poble en general, ja que aquests Sants són també els Patrons de la indústria del calcer, base de l'economia eldenca. A partir del dijous, nit en la qual es planten els monuments, es pot gaudir en tots els barris de diversitat d'actes (cercaviles, pirotècnica, concursos i revetlles). Durant aquests dies se sol celebrar concursos de gachamigas, paelles o truites, tenint l'oportunitat de degustar tots aquests preparats culinaris, així com les sardines i sangria.

### Cavalcada de Reis Mags
La cavalcada de Reis Mags se celebra en la tarda-nit del dia 5 de gener. S'inicia amb la baixada dels Reis Mags des del mont Bolón, enllumenats amb torxes, per a continuar per un itinerari urbà que desemboca en la Plaça de la Constitució (plaça de l'Ajuntament). El recorregut va ser modificat fa uns anys, ja que anteriorment finalitzava en la Plaça de Castelar.

## Llocs d'interès

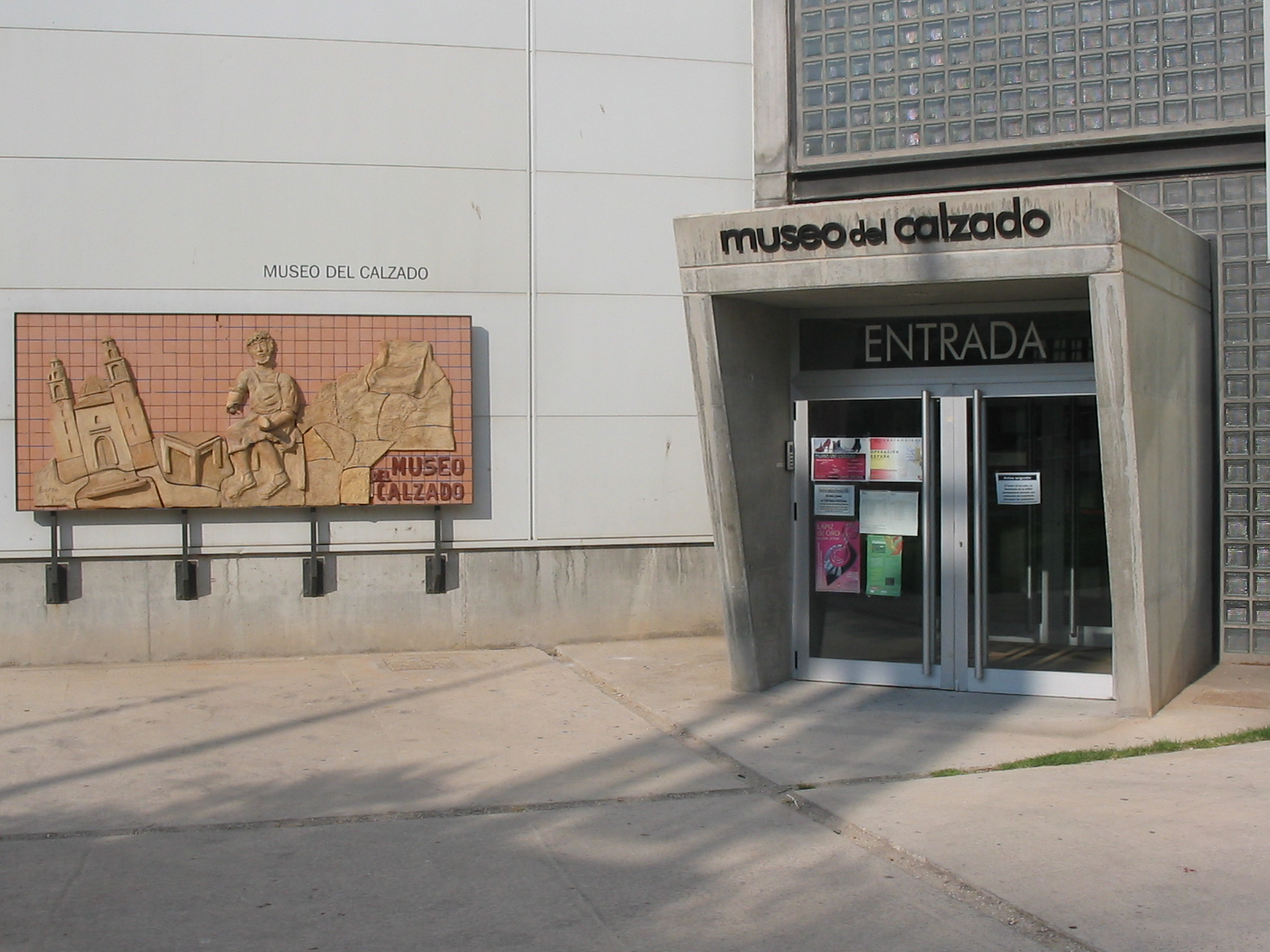
Entrada al Museu del Calcer

Museu del Calçat d'Elda
En els terrenys del que va ser la Fira Internacional del Calcer, va ser inaugurat el dia 4 de febrer de 1999 per la Infanta Elena. La seua importància rau en el fet que recull i acull tota la història del calcer, amb un gran nombre de mostres tant de calcer com de maquinària dedicada al procés de producció d'aquest, però també de la Indústria Auxiliar, destacant una àmplia secció per a la fabricació de la forma.

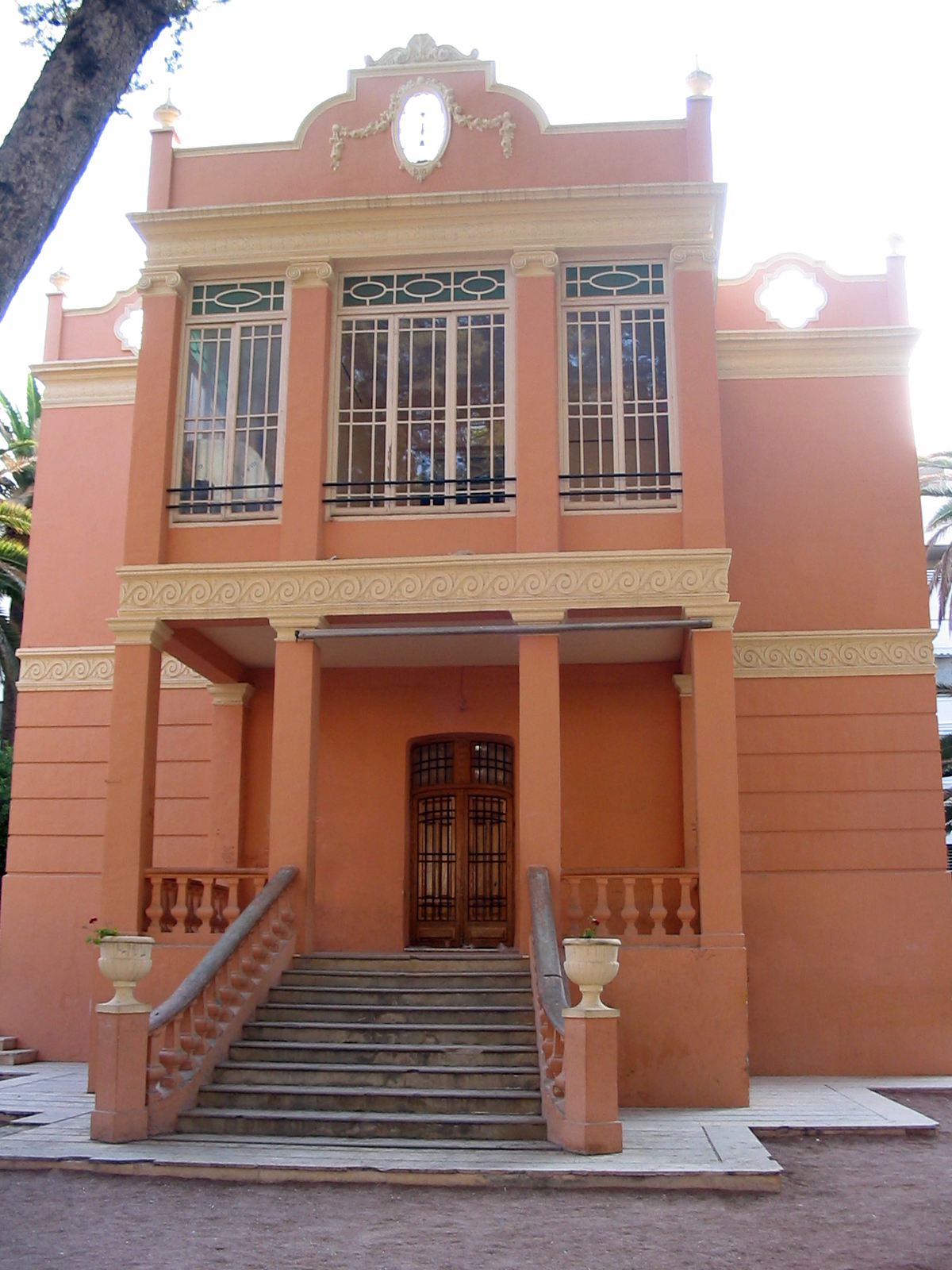
Casa Gran del Jardí de la Música
És un antic xalet privat, construït en 1925, que és al centre de la ciutat, envoltat d'un jardí. Va ser utilitzat com un hospital de sang durant la Guerra Civil. L'Ajuntament va adquirir-lo i va restaurar-lo entre els anys 1985 i 1991. S'hi realitzen diverses exposicions temporals, sovint d'obres d'artistes locals.
Museu Arqueològic Municipal
És en la primera planta de la Casa de la Cultura. Va ser creat en 1983 amb objectes procedents de la Secció d'Arqueologia del Centre Excursionista Eldenc i de col·leccions d'afeccionats. Entre les seues millors peces hi ha la Sirena d'El Monastil, important peça ibera, i un magnífic fragment de la tapa d'un sarcòfag paleocristià del cicle de Jonàs pertanyent al segle IV al costat d'altres restes trobades en el poblat iberoromà del Monastil i vestigis del període del Neolític trobats en el jaciment arqueològic "Trinitario", a les faldilles del mont Bolón. Es poden trobar ceràmiques ibèriques, amb gots decorats, ceràmiques romanes estampades, sigillates, llucanes i terracotes.
Jaciment Íbero-Romà del Monastil
Es troba en l'extrem est de la forest de La Torreta. S'assenta sobre un altre de l'edat del bronze (1800-1000 aC). El poblat és construí sobre un esperó rocós a manera d'acròpoli o ciutadella des del qual s'exercix el control de les properes vies de comunicació i terres de cultiu. Els Concilis de Toledo (segle vii) reflectixen l'existència d'una seu episcopal anomenada elotana i que ha estat identificada amb El Monastil per diversos historiadors.

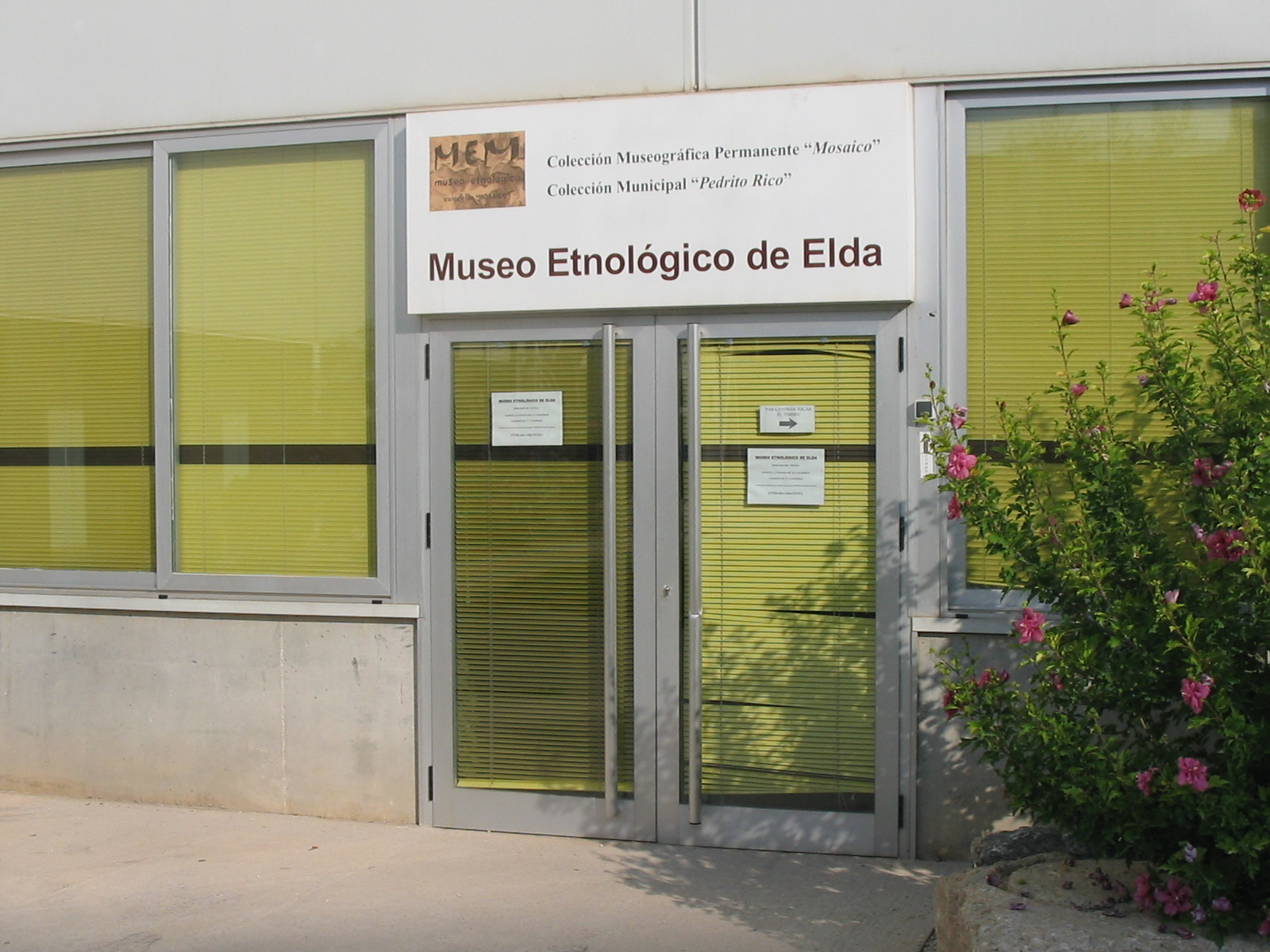
Museu Etnològic d'Elda

Museu Etnològic
És al costat del Museu del Calcer. Conté la col·lecció etnològica "Mosaic" amb oficis típics del passat i la col·lecció municipal de "Pedrito Rico", cantant local.
Castell d'Elda
El castell d'Elda és una fortificació emplaçada en un petit turó al costat del Vinalopó, construït entre els segles xii i xiii. Entre els segles xvi i xvii va ser transformat a palau Condal com a residència de la família Coloma. Encara que està en estat de ruïna, des de 1983 es desenvolupen treballs de reconstrucció.

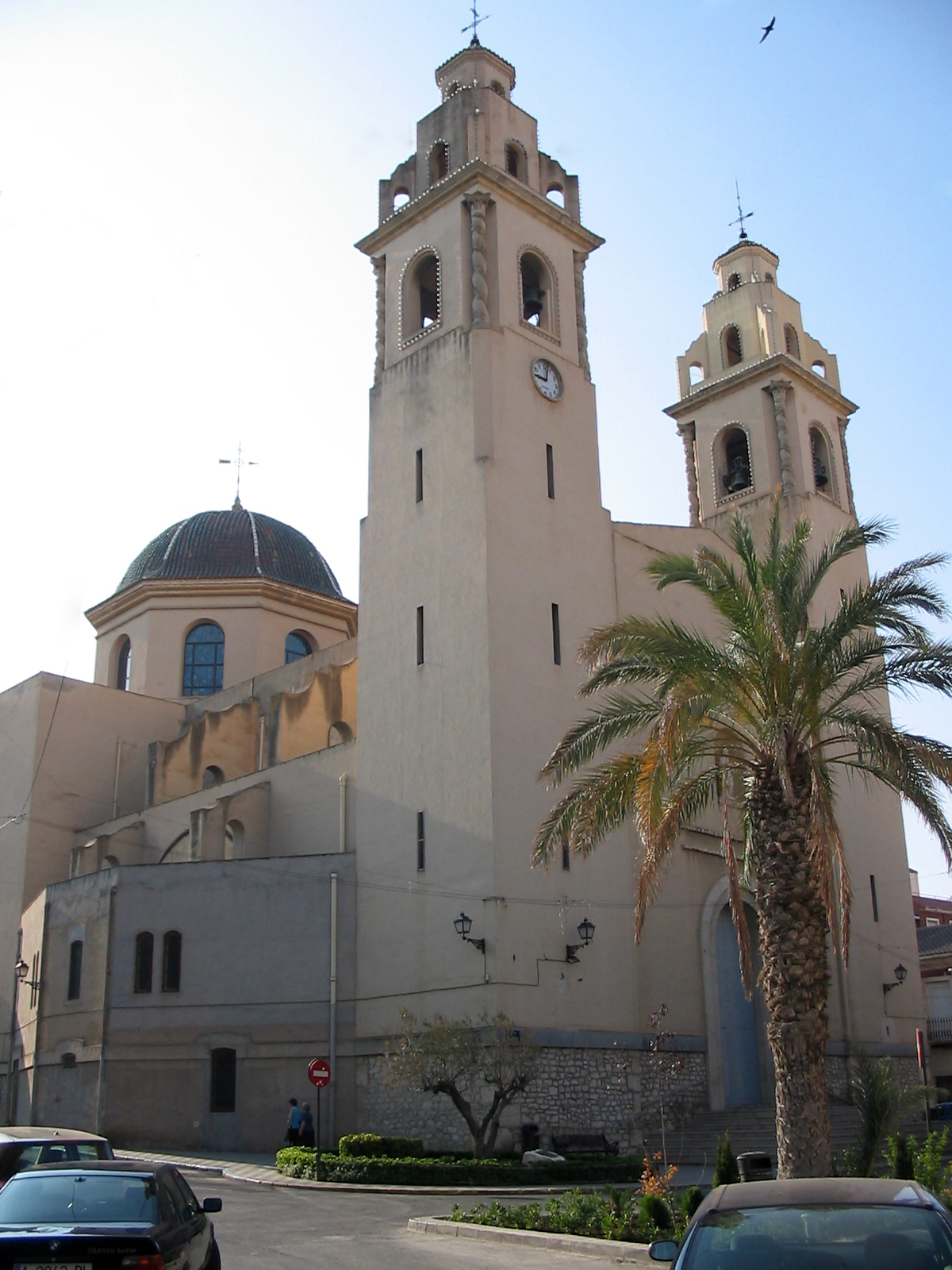
Església de Santa Anna
L'església de Santa Anna és la parròquia més antiga d'Elda. Va Ser fundada en 1528 sobre les restes d'una mesquita existent, per ordre de Joan Francesc Coloma (II Senyor d'Elda). De planta quadrada, amb el pas del temps es va ampliar i s'hi van afegir capelles com la de la Santíssima Verge de la Salut i la del Santíssim Crist del Bon Succés. Té dues torres campanars d'influència neoclàssica.
Pantà d'Elda
El pantà d'Elda és una presa per a reg que data de 1698, construïda en la llera del Vinalopó. La zona circumdant constituïx una de les majors reserves de tamarius (Tamarix africana).
Plaça Major
La Plaça Major és al costat de la Plaça Sagasta, al principi del carrer Joan Carles I i molt prop de l'Església de Santa Anna. Va ser inaugurada en 1994 com la primera Plaça Major de la Comunitat Valenciana. S'hi porten a terme activitats culturals diverses, com ara concursos d'escacs, fires del llibre i la fira Emplazarte entre d'altres. A més de nombrosos comerços i restaurants, alberga els Cinemes Plaza, tres sales de cinema que en l'actualitat romanen tancades, encara que s'estudia la seua reobertura.
Teatre Castelar
Va ser inaugurat al setembre de 1904. En 1952 es va portar a terme una important reforma eliminant les platees i augmentant la capacitat del pati de butaques. Es va mantenir tancat durant 10 anys entre 1989 i 1999, a causa de deficiències en la instal·lació elèctrica i va ser reinaugurat en 1999, quan es va reformar de forma global. Té capacitat per a 751 persones.

## Gastronomia

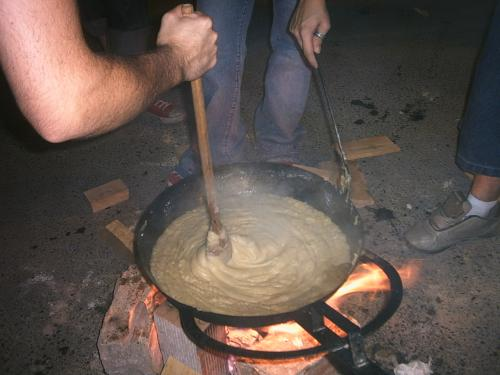
Elaboració d'una gatxamiga.

Entre els plats típics de la gastronomia de la zona hi ha:
- Les fassegures (fasiuras, relleno o pilotes) que constituïx un farciment o pilota a força de carn picada de magre de porc, llonganissa fresca, ou, sang, julivert, pebre, pinyons, llimona i sal que es cou en brou de bullit.
- El fandango o borreta que és un guisat a força de bacallà dessalat, creïlles, tomaca, ceba, oli, pimentó i sal.
- Els fesols en salsa que és altre guisat a força de fesols blancs, pernil, xoriç, tomaca, alls, ceba, oli i sal.
- La gatxamiga és un plat principalment d'hivern donat el seu gran valor calòric; està feta a força de farina, oli, alls, aigua i sal. També se li poden afegir llonganisses.
- El gaspatxo, fet amb coques de farina desmigades com ingredient bàsic. Sol dur pollastre, conill i caragols.
- L'ollica, guisat a força d'arròs, llentilles i cigrons. Molt popular en èpoques passades.

## Cultura
Les manifestacions culturals més importants són el premi de pintura "Pintor Sorolla", el premi de contes "Ciutat d'Elda", la setmana de titelles i putxinel·lis i la setmana de cinema "Elda d'Estrena". L'últim diumenge de cada mes es porta a terme la fira d'art Emplazarte, que té lloc a la Plaça Major i reunix artistes i aficionats al món de les Arts Plàstiques.
A més, des de l'any 1999, el Museu del Calcer d'Elda concedix anualment un guardó a la "Dona millor calçada d'Espanya". La concessió d'aquest guardó suposa que quatre empreses de calcer de la localitat calcen a la premiada durant tota una temporada. Des que es va crear el premi, les premiades han estat Ana Rosa Quintana (1999), Concha Velasco (2000), Anne Igartiburu (2001), Carmen Cervera (2002), Terelu Campos (2003), Paz Vega (2004), Marta Sánchez (2005) i Nuria Roca (2006).

### Educació
En Elda hi ha un total de 25 centres educatius, dels quals cinc són instituts on s'impartix batxillerat, més altre a Petrer que admet alumnes residents a Elda. A més, té una seu de la Universitat Nacional d'Educació a Distància i l'Escola de Relacions Laborals que forma part de la Universitat d'Alacant. En diverses ocasions s'ha remenat la possibilitat de realitzar un campus adscrit a la Universitat d'Alacant a Elda-Petrer, on s'impartirien estudis relacionats amb la indústria local. Malgrat les sol·licituds, finalment el projecte va ser descartat.

### Fills il·lustres
Fills il·lustres d'Elda són:
- Pedrito Rico (cantant)
- Juan Rico i Amat (escriptor)
- Juan Sempere y Guarinos (jurista)
- Evelio Esteve (tenor de fama internacional)
- Antonio Gades (coreògraf i ballarí)
- Ana María Sánchez (soprano)
- Antonio Porpetta (poeta)
- Elia Barceló (escriptora)
- Ángel Vera Coronel (Governador republicà de Saragossa)
- Pedro Maestre, escriptor
- Cristóbal Parra, dirigent anarcosindicalista.

- i, encara que no nascut a Elda, Emilio Castelar.

## Mitjans de comunicació

### Premsa escrita
Elda posseïx dos periòdics local setmanaris: el Valle de Elda, fundat en 1956, i El Récord. Mensualment s'edita la revista Vivir en Elda gestionat per EMIDE S.A., que també té edició en Internet amb notícies diàries i El Comarcal.

### Ràdio
La ciutat també posseïx diverses cadenes de ràdio, totes en FM: Radio Elda (90.2), Mas Radio (92.3), 40 Principales Valle de Elda (100.5), Punto Radio (106.9) i Radio Vivir (107.7).

### Televisió
Hi ha dues cadenes de televisió locals: Vivir Televisión i Tele Elda, i alguns compartits amb altres municipis, com ara Canal 43, seguit per uns 50.000 espectadors a Elda, Petrer, Novelda i Saix. Les cadenes locals sintonitzables mitjançant TDT són Tele 7 (emetent en proves), IntereconomiaTV (carta d'ajustament) i TV Intercomarcal (en proves).

## Esports

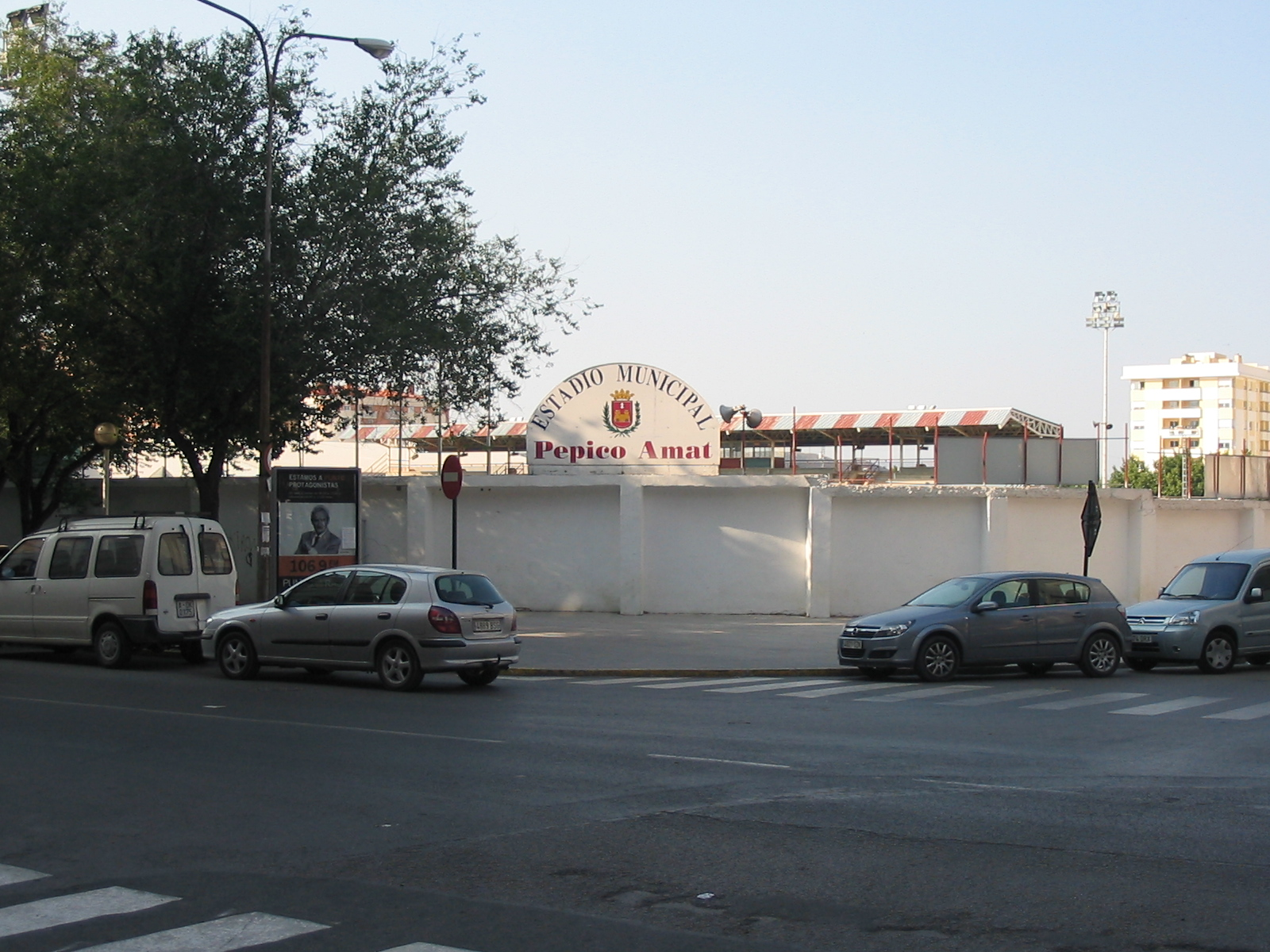
Estadi Municipal Pepico Amat

Elda compta amb un equip en l'elit de l'handbol femení internacional, l'Elda Prestigio. El seu equip de futbol, el Club Deportivo Eldense, milita en la Tercera Divisió.
La ciutat compta amb diferents instal·lacions esportives com ara l'Estadi Municipal Pepico Amat, on juga l'Esportiu Elder; les piscines municipals de Sant Crispín; el Poliesportiu Ciutat d'Elda, on juga l'Elda Prestigio; les instal·lacions del Centre Excursionista Eldense, que compta amb nombrosos equips de natació i waterpolo, així com altres instal·lacions esportives de caràcter municipal.
El segon diumenge de novembre se celebra la Mitja Marató d'Elda. A més, se celebra la Sant Silvestre, la segona prova més antiga del País Valencià (nascuda el 1981) i una de les primeres a nivell nacional, a la qual participen més de 3.000 corredors.